# 谢碧玲
谢碧玲（1954年—），汉族，中华人民共和国政治人物、第十一届全国政协委员。
加入中国国民党革命委员会，担任山西省台联会长、民革山西省临汾市委主委、临汾市人大常委会副主任。2008年，当选第十一届全国政协委员，代表中国国民党革命委员会，分入第三组。